# GARNiDELiA
Garnidelia (ガルニデリア garunideria?) (estilizado como GARNiDELiA) es un dúo de música pop rock japonesa formado por la cantante Mai Mizuhashi (水橋 舞 Mizuhashi Mai?), conocida por su nombre artístico MARiA, y el productor de discos de Vocaloid, Yoshinori Abe (阿部尚徳 Abe Yoshinori?), conocido por su nombre artístico Toku-P. De manera abreviada, el nombre del grupo se identifica como Garnide (ガルニデ garunide?).
El nombre Garnidelia proviene de la frase francesa “Le Palais Garnier de Marí”", (El teatro de ópera de María), y del nombre del asteroide Cordelia, que fue descubierto en 1978, mismo año en el que nació Toku.

## Historia

### Grupo indie
Garnidelia se formó el 11 de septiembre de 2010. Su formación fue anunciada dos días después al mismo tiempo que se lanzaba la canción “Hands” en el portal web Nico Nico Douga. El 31 de diciembre del mismo año, se distribuyó su primer miniálbum llamado “ONE”, en el evento Cómic Market 79.
El 4 y 5 de febrero de 2011, Garnidelia formó parte del evento Gran conferencia Nico Nico 2010 - 2011 Tour Nacional～Gracias a un millón de personas～ FINAL, y el 16 de julio del mismo año se presentó como Garnide+ en la octava edición del evento Doki ☆ Vocaloid-kyoku darake no nama Live -P mo aru yo-.
El 4 de octubre de 2011, actuaron en el evento en vivo “Mossaic Express”, siendo esta su primera presentación con el nombre GARNiDELiA.
En 2012, Garnidelia pasa a formar parte de Sony Music Artists, una agencia de entretenimiento afiliada a Sony Music Entertainment Japan. El 11 de agosto del mismo año, se lanzó su segundo mini álbum "PLUSLIGHTS -21248931-".
En septiembre de 2013, Garnidelia comenzó a trabajar de forma independiente bajo el sello discográfico Defstar Records. El 30 de octubre, el tema “True High” fue grabado como un Pre-lanzamiento en el CD extra “Listen to animated music! (リスアニ! risu ani!?) vol15”.

### Gran debut
En 2014, hizo su gran debut con el sencillo “ambiguous”, que fue lanzado el 5 de marzo bajo el sello Defstar Records y se utilizó como el segundo tema de apertura del anime Kill la Kill. Más tarde, en el mismo año, la vocalista MARiA colaboró con Jin, productor de Vocaloid, e interpretó la canción “Daze”, que se empleó como tema de apertura del anime Mekakucity Actors. Su segundo sencillo, “Grilletto”, lanzado el 30 de julio de 2014, se usó como el segundo tema de apertura del anime Mahōka Kōkō no Rettōsei. Su tercer sencillo “Blazing”, lanzado el 29 de octubre de 2014, fue empleado como primer tema de apertura del anime Gundam Reconguista in G.
Su álbum debut “Linkage Ring” fue lanzado el 21 de enero de 2015. Siendo el cuarto sencillo, “MIRAI”, lanzado el 13 de mayo de 2015, se empleó como tema de cierre del anime Gunslinger Stratos. Con la disolución del sello discográfico Defstar Records en ese mismo año, Garnidelia pasó a formar parte de SME Records. El 18 de agosto de 2015 se inauguró el club de seguidores móvil oficial llamado “galaxia” y 8 días después, el 26 de agosto, fue lanzado su mejor álbum independiente “BiRTHiA” bajo el sello discográfico SME Records.
Su quinto sencillo, “Yakusoku -Promise Code- (約束 -Promise code-)” estuvo disponible digitalmente 10 días antes de su lanzamiento el 17 de agosto de 2016 y fue utilizado como segundo tema de cierre del anime Qualidea Code. La canción de acompañamiento de este sencillo, “Gokuraku Jodo (極楽浄土?)”, tuvo una popularidad inesperada en China como un éxito de baile después de que se compartiera en el sitio de videos Bilibili. Garnidelia colaboró con ClariS en la interpretación de la canción “Clever”, lanzada el 14 de septiembre de 2016 y usada como el tercer tema de cierre del anime Qualidea Code. Su segundo álbum “Violet Cry” fue lanzado el 14 de diciembre de 2016.
El 1 de abril de 2017, Garnidelia se trasladó al sello discográfico Sacra Music, filial de Sony Music Entertainment Japan. Su sexto sencillo “Speed Star” se lanzó el 14 de junio de 2017 y fue utilizado como tema de cierre de la película “The Irregular at Magic High School The Movie: The Girl Who Calls the Stars”. Su séptimo sencillo “Désir”, lanzado el 23 de agosto de 2017, se usó como tema de cierre del anime “Fate/Apocrypha”. Su octavo sencillo, “Aikotoba (アイコトバ)”, lanzado el 1 de noviembre de 2017, se empleó como tema de apertura del anime “Anime-Gatari”.
Su noveno sencillo, “Error” fue lanzado digitalmente el 27 de enero de 2018 y posteriormente recibió un lanzamiento físico el 31 de enero de 2018, la canción fue utilizada como tema de apertura del anime “Beatless”. Para el tercer álbum “G.R.N.D.” fue lanzado el 28 de marzo de 2018. Garnidelia comenzó en abril una gira en Guangzhou, China, como parte del evento “ANIMAX MUSIX”. En julio comenzó una gira nacional llamada “stellacage Live House Tour 2018 glow”, MARiA explicó que “stellacage” tiene como significado “caja de estrellas”. Su primer mejor álbum “Kyōki Ranbu (響喜乱舞?)”, de estilo eurodance, fue lanzado el 26 de septiembre de 2018.
Su décimo sencillo “Rebel Flag” fue lanzado digitalmente el 12 de enero de 2019 y se lanzó en formato físico el 13 de marzo de 2019. La canción fue usada como tema de cierre del anime Mahō Shōjo Tokushusen Asuka. A finales de agosto de 2019 se anunció que Garnidelia dejaría Sacra Music al finalizar su contrato ese mismo año. El 15 de noviembre se abrió un nuevo club de seguidores móvil oficial llamado “G-PLANET” como remplazo de “galaxia”. Su álbum “GARNiDELiA BEST” fue lanzado el 4 de diciembre de 2019.
El 28 de junio de 2020, Garnidelia anunció el lanzamiento de sencillo digital “star trail”, que fue lanzado al día siguiente bajo el sello discográfico Universal Music Japan. Garnidelia llevó a cabo una gira nacional llamada “GARNIDELA 10th ANNIVERSARY stellacage tour 2020 star trail”, comenzando el de 25 de enero de 2020 en Tokio y finalizando el 28 de junio de ese mismo año en Kioto. Su álbum “Kishikaisei (起死回生?)” fue lanzado el 25 de noviembre, dos años después de su anterior álbum “G.R.N.D.”. 

## Miembros
| Miembro                             | Instrumento musical a cargo | Comentarios                                                                                           |
| ----------------------------------- | --------------------------- | --- |
| MARiA Nacida el 31 de enero de 1992 | Voz                         | Principalmente responsable de escribir letras y diseñar vestuario. También compone algunas canciones. |
| toku Nacido el 5 de marzo de 1978   | Teclados                    | Principalmente encargado de composición, arreglos y programación. A veces escribe algunas letras.     |

## Discografía

### Sencillos
| #  | Fecha de lanzamiento   | Título                                       | Etiqueta         | Etiqueta       | Etiqueta         | Mejor posición (Oricon) |
| #  | Fecha de lanzamiento   | Título                                       | Edición limitada | Edición normal | Edición especial | Mejor posición (Oricon) |
| -- | ---------------------- | -------------------------------------------- | ---------------- | -------------- | ---------------- | ----------------------- |
| 1  | 5 de marzo de 2014     | ambiguous                                    | DFCL-2051        | DFCL-2053      | DFCL-2054        | 15                      |
| 2  | 30 de julio de 2014    | grilletto                                    | DFCL-2074/5      | DFCL-2076      | DFCL-2077/8      | 17                      |
| 3  | 29 de octubre de 2014  | BLAZING                                      | DFCL-2086/7      | DFCL-2088      | DFCL-2089/90     | 14                      |
| 4  | 13 de mayo de 2015     | MIRAI                                        | DFCL-2122/3      | DFCL-2124      | DFCL-2125/6      | 29                      |
| 5  | 17 de agosto de 2016   | Yakusoku -Promise Code- (約束-Promise code-) | SECL-1944/5      | SECL-1946      | SECL-1947/8      | 20                      |
| 6  | 14 de junio de 2017    | SPEED STAR                                   | VVCL-1035/6      | VVCL-1037      | VVCL-1038/9      | 11                      |
| 7  | 23 de agosto de 2017   | Désir                                        | VVCL-1101/2      | VVCL-1103      | VVCL-1104/5      | 14                      |
| 8  | 1 de noviembre de 2017 | アイコトバ (Aikotoba)                        | VVCL-1113/4      | VVCL-1115      | VVCL-1116/7      | 21                      |
| 9  | 31 de enero de 2018    | Error                                        | VVCL-1156/7      | VVCL-1158      | VVCL-1159/60     | 22                      |
| 10 | 13 de marzo de 2019    | REBEL FLAG                                   | VVCL-1412/3      | VVCL-1414      | VVCL-1415/6      | 21                      |

#### Descarga digital
| Fecha de lanzamiento     | Título                                            |
| ------------------------ | ------------------------------------------------- |
| 15 de enero de 2014      | True High                                         |
| 13 de abril de 2016      | Burning Soul                                      |
| 16 de abril de 2017      | GARNiDELiA 〜Listen Anime! LIVE 2017 in Budōkan〜 |
| 29 de junio de 2020      | star trail                                        |
| 23 de septiembre de 2020 | Secret Party                                      |
| 30 de octubre de 2020    | 起死回生 (Kishikaisei)                            |

### Álbumes
| #                   | Fecha de lanzamiento     | Título                 | Etiqueta    | Etiqueta      | Etiqueta  | Mejor posición (Oricon) |
| #                   | Fecha de lanzamiento     | Título                 | CD+BD       | CD+DVD        | CD        | Mejor posición (Oricon) |
| ------------------- | ------------------------ | ---------------------- | ----------- | ------------- | --------- | ----------------------- |
| 1                   | 21 de enero de 2015      | Linkage Ring           | DFCL-2110/1 | DFCL-2112/3   | DFCL-2114 | 11                      |
| 2                   | 14 de diciembre de 2016  | Violet Cry             | SECL-2087/8 | SECL-2089/90  | SECL-2091 | 21                      |
| 3                   | 28 de marzo de 2018      | G.R.N.D.               | VVCL-1197/8 | VVCL-1199/200 | VVCL-1201 | 12                      |
| 4                   | 25 de noviembre de 2020  | 起死回生 (Kishikaisei) |             | UICZ-9166/76  | UICZ-4478 | 13                      |
| Mejor independiente | 26 de agosto de 2015     | BiRTHiA                |             | SECL-1752/3   | SECL-1754 | 27                      |
| Mejor álbum         | 26 de septiembre de 2018 | 響喜乱舞 (Kyōki Ranbu) |             | VVCL-1296/7   | VVCL-1298 | 14                      |
| Mejor álbum         | 4 de diciembre de 2019   | GARNiDELiA BEST        | VVCL-1568/9 | VVCL-1570/1   | VVCL-1572 | 25                      |

### Independiente
| Fecha de lanzamiento    | Título                |
| ----------------------- | --------------------- |
| 31 de diciembre de 2010 | ONE                   |
| 1 de mayo de 2011       | PRAYER                |
| 11 de agosto de 2012    | PLUSLIGHTS -21248931- |